# María Isabel Martínez de Murguía
María Isabel Martínez de Murguía Embara (Madrid, 16 de octubre de 1967), conocida como Maribel Martínez, es una exjugadora de hockey sobre hierba española. Fue campeona olímpica en Barcelona 1992, y medalla de plata en el Europeo de 1995. 

## Biografía
Comenzó a jugar en la selección española de hockey sobre hierba a los 17 años. En Barcelona 1992 fue la portera suplente y ganaron la medalla de oro.
Mientras jugaba a hockey estudiaba, se licenció en Pedagogía y se graduó en un máster en Psicología del Deporte.
En la Copa del Mundo del 94 quedaron octavas. Fueron plata en el Europeo del 95. A un mes de los Juegos de Atlanta’96, el seleccionador le dijo que no cuenta con ella. Jugó en el club holandés Laren HC. Fue la primera deportista española de hockey sobre hierba fichada como profesional en un país extranjero. Mientras juega, se forma como entrenadora de porteros. 
Ha jugado 119 partidos internacionales y ha obtenido varias medallas en el ámbito nacional e internacional.  Ha dedicado más de 20 años al deporte de alto rendimiento como deportista y entrenadora. Fue entrenadora ayudante con el Equipo Nacional en los Juegos Olímpicos de Sídney 2000, donde consiguieron un cuarto puesto.

### Trayectoria profesional
Al regresar a España, se incorporó en la empresa Make a Team de recursos humanos y fue a vivir a Barcelona. En el año 2013, fundó su empresa, Entrenadores con talento, encargada de entrenar el talento de equipos, líderes y personas en general para que logren sus propios sueños.
Coincidiendo con los 25 años de los Juegos de Barcelona, en el año 2017 publicó el libro 'Historia de un compromiso', ideas para construir y desarrollar equipos efectivos, en el que expone cuáles fueron los factores que las llevaron primero al éxito de Barcelona'92 y después al fracaso, en los siguientes Juegos de Atlanta'96.
En el año 2020 recogió, en nombre de todas las jugadoras del equipo olímpico de Barcelona 1992, el premio “Edelmira Calvetó 2020”, que distingue a aquellas personas o colectivos que han trabajado por la igualdad de la mujer.

## Obras
- Historia de un compromiso (Plataforma Editorial, 2017).[8]
- Coautora de Relatos del deporte. De cómo el fútbol y otros deportes nos pueden ayudar (Editorial Conocimiento, 2001).[9]